# Ingvar Zachrisson
Ingvar Zachrisson, född 1933, är en svensk målare, tecknare och teckningslärare.
Zachrisson studerade vid förberedande utbildning av teckningslärare vid Konstfackskolan 1953–1954 och vid Teckningslärarinstitutet 1954–1957. Som konstnär medverkade han i Nationalmuseum utställning Unga tecknare och samlingsutställningar arrangerade av olika konstföreningar.   